# Action (sång)
Action är en låt komponerad och framförd av rockgruppen Sweet. Låten släpptes 1975 som singel och återfinns på albumet Give Us a Wink från 1976. Albumversionen är inte densamma som den som gavs ut på singel och är nära en halv minut längre i speltid. Låtens text refererar med viss bitterhet till gruppens erfarenheter som rockstjärnor.

## Listplaceringar
| Lista (1975-1976) | Position               |
| ----------------- | ---------------------- |
| Danmark           | 3 (DR "Top 20")        |
| Finland           | 13                     |
| Irland            | 7                      |
| Kanada            | 5 (RPM)                |
| Nederländerna     | 5                      |
| Norge             | 2 (VG-lista)           |
| Schweiz           | 4                      |
| Storbritannien    | 15 (UK Singles Chart)  |
| Sverige           | 2 (Topplistan)         |
| USA               | 20 (Billboard Hot 100) |
| Västtyskland      | 2                      |
| Österrike         | 3                      |